# هنري بي. ميتكالف
هنري بي. ميتكالف (بالإنجليزية: Henry B. Metcalf)‏ هو سياسي أمريكي، ولد في 2 أبريل 1829 في بوسطن في الولايات المتحدة، وتوفي في 5 أكتوبر 1904 في بوتكيت في الولايات المتحدة بسبب سكتة. حزبياً، نشط في الحزب الجمهوري.